# Alonso de Castro

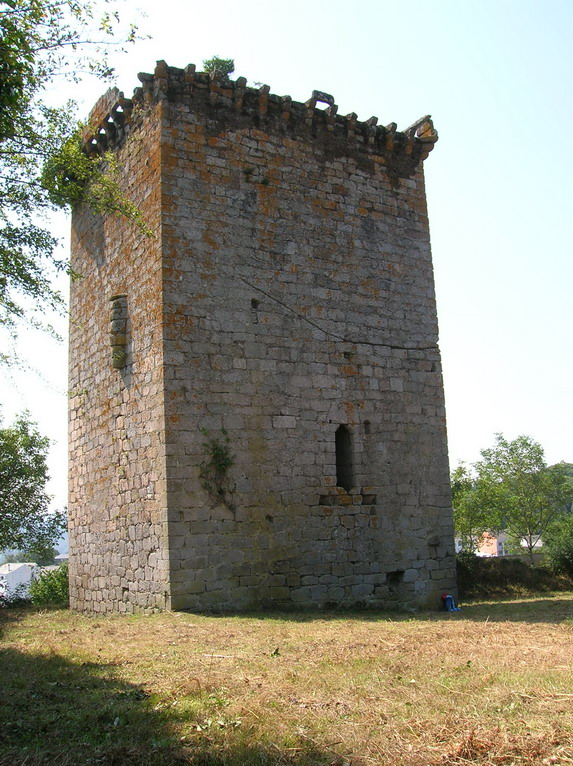
Torre del castillo de Castroverde

Alonso de Castro y Ponce de León, señor de Castroverde fue hijo de Álvar Pérez de Castro, primer conde de Arraiolos, primer conde de Viana da Foz do Lima y primer condestable de Portugal, y de su esposa María Ponce de León. A su vez, era nieto, por línea paterna, de Pedro Fernández de Castro el de la guerra, señor de la Casa de Lemos y de la dama portuguesa Aldonza Lorenzo de Valladares. Por línea materna sus abuelos fueron Pedro Ponce de León el Viejo, señor de Marchena y Bailén, y su esposa Beatriz de Jérica. Por lo tanto,  Alonso de Castro descendía por vía paterna, de la Casa Real de Castilla, siendo biznieto de Sancho IV, rey de Castilla y León. Por vía materna, era descendiente directo de Jaime I de Aragón.
Sus hermanos fueron:
- Pedro de Castro el Tuerto, señor de Cadaval, que casó con Leonor Téllez de Meneses, cuya descendencia dio continuidad a la casa de Cadaval;
- Beatriz de Castro, casada con Pedro de Lara, conde de Mayorga, matrimonio que no tuvo descendencia;
- Isabel de Castro, casada con don Pedro Enríquez de Castilla conde de Lemos, cuya descendencia dio continuidad a la casa de Lemos.[4]

## Matrimonio y descendencia

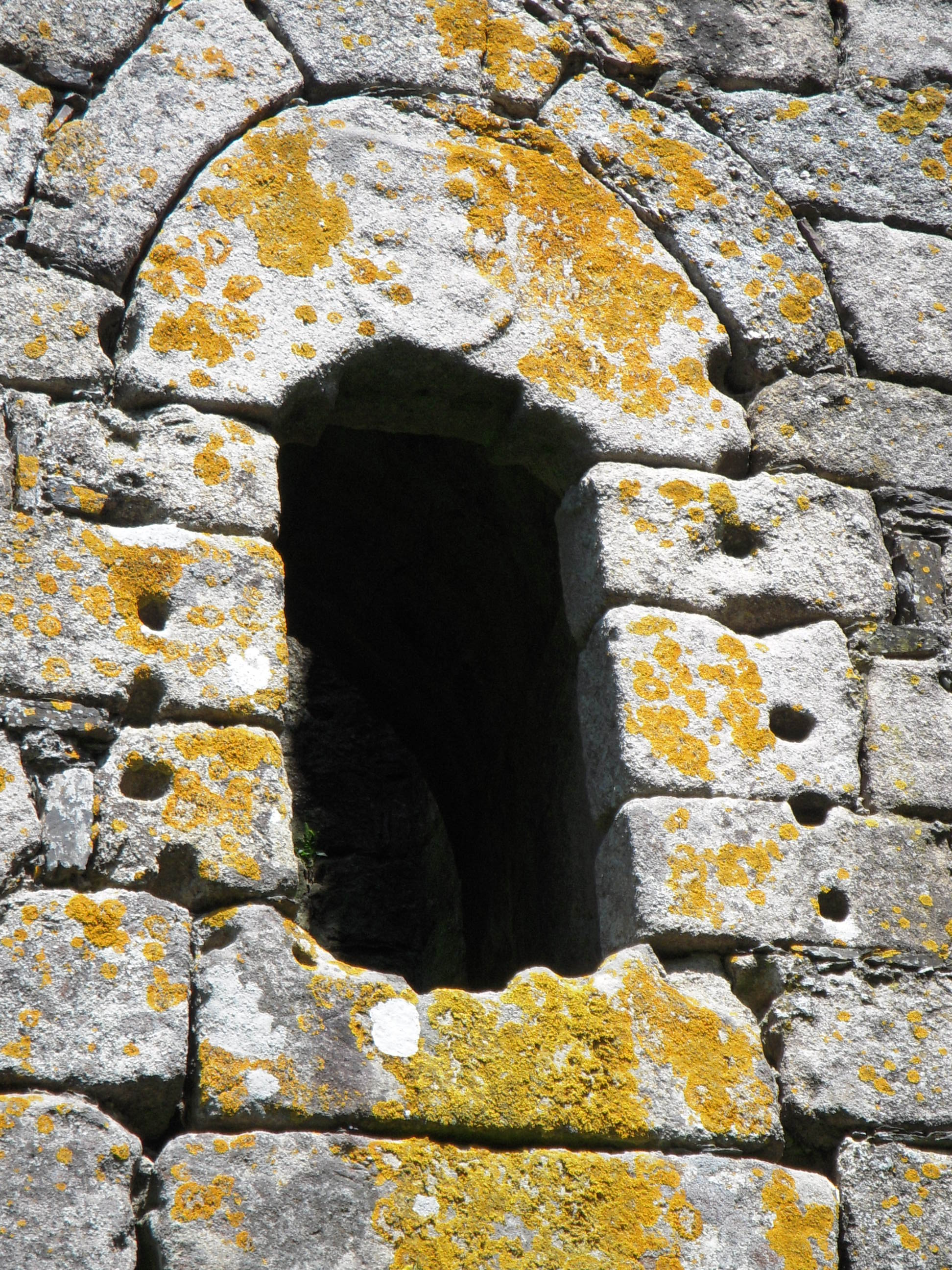
Escudo de los Castro en la ventana de la torre del castillo de Castroverde

Alonso de Castro contrajo matrimonio con María Ramírez de Guzmán, hija de García Fernández de Villagarcía, y su esposa María Ramírez de Guzmán. Fueron padres de:
- García de Castro y Guzmán, sucedió a su padre en el señorío de Castroverde, se casó con Mencía de Guzmán, de quien no tuvo descendencia. Lo menciona su hermano Fernando en su testamento;[6]
- Fernando de Castro y Guzmán, que sucedió a su hermano García en el señorío de Castroverde en 1435, fecha de la muerte de este.  Fernando se casó con Juana de Bazán y Bracamonte, matrimonio del que nacieron Alonso, Álvaro, Carlos e Isabel de Castro y Guzmán, sucesivos herederos del señorío de Castroverde. En su testamento otorgado el 12 de agosto de 1458 menciona a sus padres, hijos y esposa.[6]
- Leonor de Castro y Guzmán, casada con Pedro Bermúdez de Montaos el viejo, unión de la que proceden los sucesores de la casa de Montaos;
- Inés de Castro y Guzmán, quien contrajo primeras nupcias con Pedro de Bazán, señor de Palacios de la Valduerna, volviéndose a casar posteriormente con  Lope Sánchez de Ulloa, señor de Ulloa, siendo padres del primer conde de Monterrey,  Sancho Sánchez de Ulloa y Castro, y de al menos otros tres hijos, Gonzalo, María y Mayor de Ulloa, todos ellos con descendencia;
- Juana de Castro y Guzmán, casada con Rodrigo de Moscoso, señor de Altamira, de cuya descendencia proceden los condes de Altamira.[4]